# Mellilla floridensis
Mellilla floridensis är en fjärilsart som beskrevs av George Duryea Hulst 1898. Mellilla floridensis ingår i släktet Mellilla och familjen mätare. Inga underarter finns listade i Catalogue of Life.